# Установка фракціонування Робстаун
Установка фракціонування Робстаун — підприємство нафтогазової промисловості на півдні Техасу, яке здійснює розділення зріджених вуглеводневих газів (ЗВГ).
Зростання видобутку ЗВГ внаслідок «сланцевої революції» потребувало створення нових потужностей з фракціонування. Передусім розвивали найбільший у світі центр розділення ЗВГ у Монт-Белв'ю (дещо на схід від Х'юстона), проте згодом стали з'являтись й інші майданчики. Одним з них була введена в експлуатацію у 2015 році установка фракціонування в Робстауні неподалік від Корпус-Крісті. Вона мала потужність у 63 тисячі барелів на добу (невдовзі цей показник збільшили до 70 тисяч барелів) та живилась від належних тому ж власнику Southcross Energy Partners трьох газопереробних заводів. При цьому від ГПЗ Lone Star до фракціонатора прямував трубопровід довжиною 56 миль з діаметром 300 мм, тоді як від ГПЗ Вудсборо (через який також був вихід на ГПЗ Грегорі) проклали лінію довжиною 27 миль з діаметром 250 мм.
В 2018 році установку в Робстауні придбала компанія EPIC. Після цього сировину для неї стали постачати із трубопроводу Sand Hills, проте невдовзі очікувався початок роботи трубопроводу EPIC NGL. Останній завершили влітку 2019-го, проте спершу задіяли його для перекачування нафти. На перше півріччя 2020-го планувався запуск у Робстауні другої установки фракціонування потужністю 100 тисяч барелів на добу, і тоді ж EPIC NGL мав перейти до транспортування ЗВГ. Крім того, наприкінці 2019-го власник майданчика оголосив про наміри ввести тут до завершення 2021 року ще одну установку такою ж потужністю 100 тисяч барелів.
Виділений на майданчику етан має постачатись новій піролізній установці, котру споруджують у Корпус-Крісті саудійська SABIC та енергетичний гігант ExxonMobil.